# 趙慰
趙慰（1471年—？），字本安，直隸九江衛官籍，直隸盧龍縣人，明朝政治人物。

## 生平
德化縣學生，江西鄉試第四十五名舉人。弘治九年（1496年）中式丙辰科會試第七十四名，三甲第七十九名進士。

## 家族
曾祖趙榮，千戶；祖父趙雄，千戶；父趙福，千戶。母許氏。重庆下。兄趙忠（千户）。